# Tom Ljungman
Tom Ljungman est un acteur suédois né le 29 mai 1991 à Stockholm.

## Filmographie sélective

### Cinéma
- 2008 : Morse (Låt den rätte komma in) de Tomas Alfredson
- 2008 : Les Joies de la famille (Patrik 1,5) d'Ella Lemhagen : Patrik
- 2012 : Kyss mig d'Alexandra-Therese Keining : Oskar
- 2012 : Bloody Boys (Jävla pojkar) de Shaker K. Tahrer : Kristoffer

### Télévision
- 2009 : De halvt dolda de Simon Kaijser : Linus